# Sandudden och Hörks hage
Sandudden och Hörks hage är en av SCB avgränsad och namnsatt småort (före 2018 tätort) för bebyggelse i de två byarna som ligger vid norra stranden av sjön Södra Hörken, strax söder om Grängesberg i Grängesbergs distrikt i Ludvika kommun i Dalarnas län, vid gränsen mellan de båda landskapen Dalarna och Västmanland.
Området klassades av SCB före 2015 som en del av tätorten Grängesberg. År 2015 klassades den som en fristående tätort med 206 invånare på 60 hektar. År 2018 hade folkmängden minskat till under 200 och områdets status som tätort upphörde och den omklassades till en småort.